# Ledertal (Gemeinde Weitra)
Das Ledertal ist eine Vorstadt im Westen von Weitra, einer österreichischen Stadtgemeinde im Bezirk Gmünd in Niederösterreich.
Das Ledertal, das ist etwa der Abschnitt zwischen der Einmündung des Grünbaches und der Einmündung des Tiefenbaches, ist als Fortsetzung des Gabrielentals geprägt von der Lainsitz, an deren Ufer sich hier im Mittelalter und der frühen Neuzeit viele Gewerbebetriebe ansiedelten, die in der Herstellung und Verarbeitung von Leder tätig waren. Es waren dies Gerber, Schuhmacher, Hutmacher, Handschuhmacher und Sohlschneider, die alle vom Wasser abhängig waren, sei es durch die reinigende Wirkung des Wassers oder durch seine über Wasserräder übertragene Kraft. Von insgesamt 68 Häusern sollen 35 Handwerkerhäuser gewesen sein.